# Mneme (Mond)
Mneme (IPA: [ˈmneːmə] anhörenⓘ; auch Jupiter XL) ist einer der kleineren Monde des Planeten Jupiter.

## Entdeckung
Mneme wurde am 6. Februar 2003 von Astronomen der Universität Hawaii entdeckt. Mneme ist nach der Muse Mneme benannt.

## Bahndaten
Mneme umkreist Jupiter in einem mittleren Abstand von 21.069.000 km in 620 Tagen und 58 Minuten. Die Bahn weist eine Exzentrizität von 0,2273 auf. Mit einer Neigung von 148,6° gegen die lokale Laplace-Ebene ist die Bahn retrograd, d. h., der Mond bewegt sich entgegen der Rotationsrichtung des Jupiter um den Planeten.
Aufgrund ihrer Bahneigenschaften wird Mneme der Ananke-Gruppe, benannt nach dem Jupitermond  Ananke, zugeordnet.

## Physikalische Daten
Mneme besitzt einen Durchmesser von etwa 2 km. Die Dichte wird auf 2,6 g/cm³ geschätzt, sofern die Annahme eines Aufbaus aus überwiegend aus silikatischem Gestein zutreffend ist.
Sie weist eine sehr dunkle Oberfläche mit einer Albedo von 0,04 auf, d. h., nur 4 % des eingestrahlten Sonnenlichts werden reflektiert. Ihre scheinbare Helligkeit beträgt 23,3m.